# لي بارسكيو
لي بارسكيو (بالفرنسية: Le Parcq)‏ هي بلدية تقع في إقليم باد كاليه من منطقة نور با دو كاليه في شمال فرنسا. تبلغ مساحة هذه المدينة 9.27 (كم²)، وترتفع عن سطح البحر 115 م، يبلغ عدد سكانها 752 نسمة حسب إحصاء المعهد الوطني للإحصاء والدراسات الاقتصادية سنة 2009 م. وترأس Louis Magère البلدية خلال فترة (2001-2008).